# Fata din ghearele vulturului
Fata din ghearele vulturului (titlul original: în suedeză Havsörnens skrik) este un roman polițist, al șaptelea volum al seriei Millennium și primul scris de suedeza Karin Smirnoff care a continuat seria începută de compatriotul său Stieg Larsson dar întreruptă după decesul celui din urmă și continuată de David Lagercrantz care la rândul său a scris o trilogie cu aceleași personaje principale. Romanul a fost publicat în Suedia la data de 4 noiembrie 2022. Romanul a fost tradus în română și publicat de Editura Trei.

## Rezumat
Mikael Blomkwist merge în nordul Suediei, în orașul Gasskas, pentru nunta fiicei sale Pernilla cu Henry Salo, un om de afaceri local. Lisbeth Salander are aceeași destinație unde trebuie să preia în custodie temporară o nepoată de 13 ani, a cărei mamă a dispărut în mod misterios.
Marcus Branco, fondatorul sadic al unei firme de energie eoliană care intenționează să cumpere terenuri în Gasskas își trimite acoliții la nuntă ca să-l răpească pe Lukas, fiul Pernillei, ca să-l șantajeze pe Henry. Băiatul ajunge în mâinile unui asasin profesionist, iar Mikael trebuie să colaboreze din nou cu Lisbeth pentru a-l găsi la timp.

## Recenzii de la critici
Scriitorul britanic Lee Child apreciază continuarea seriei, remarcând că „Lisbeth Salander e poate mai bună ca oricând. Preluarea lui Karin Smirnoff este în același timp respectuoasă cu trecutul și pregătită de viitor. Este remarcabilă”.

## Traduceri în limba română
- Fata din ghearele vulturului, Editura Trei, 2023[2]